# Эрнст Август IV Ганноверский
Эрнст Август IV Ганноверский (нем. Ernst August von Hannover; 18 марта 1914 — 9 декабря 1987) — наследный принц Брауншвейгский и принц Ганноверский, глава Ганноверского королевского дома (1953—1987).

## Биография
Эрнст Август родился в Брауншвейге, Брауншвейг (герцогство). Старший сын Эрнста Августа (1887—1953), последнего герцога Брауншвейгского (1913—1918), и принцессы Виктории Луизы Прусской (1892—1980), единственной дочери германского императора Вильгельма II.
Эрнст Август Брауншвейгский находился в родстве с английской королевской семьей. С рождения он был потомственным принцем Брауншвейгским (Ernst August, Erbprinz von Braunschweig). Вскоре после рождения в 1914 году английский король Георг V присвоил ему титул принца Великобритании и Ирландии. Также Эрнст Август должен был унаследовать титулы герцога Камберленда и Тэвитдейл, графа Арма.
На крещении принца Эрнста Августа летом 1914 года присутствовали многие представители европейских монархий. Среди его крестных родителей были германские император Вильгельм II и императрица Августа Виктория (родные дедушка и бабушка), герцог и герцогиня Камберлендские (его родственники по отцовской линии), король Великобритании Георг V, император Австро-Венгрии Франц Иосиф I, российский император Николай II , король Баварии Людвиг III, великий герцог Мекленбург-Шверинский Фридрих Франц IV, принц Адальберт Прусский, принц Оскар Прусский, принц Максимилиан Баденский.
После отречения от престола своего отца в 1918 году 4-летний Эрнст Август потерял свои титулы. После смерти отца в 1953 году он стал главой Ганноверского королевского дома. Носил титул: «Его Королевское Высочество Принц Ганноверский», или «Эрнст Август IV».
Помимо немецкого, принц Эрнст Август также имел британское гражданство. После Первой мировой войны Эрнст Август вместе с родителями, братьями и сёстрами проживал в Австрии. Учился в школе-интернате в Залеме (Баден), затем изучал право в Геттингенском университете. В 1936 году он защитил докторскую диссертацию и получил степень доктора права.
Во время Второй мировой войны принц Эрнст Август Ганноверский участвовал в войне Третьего Рейха против Советского Союза. До января 1942 года в чине обер-лейтенанта служил в штабе генерал-полковника Эриха Гёпнера. Был серьёзно ранен под Харьковом весной 1943 года. После заговора против Гитлера 20 июля 1944 года он был арестован и провёл несколько недель в берлинской штаб-квартире гестапо на Принц-Альбрехт-Штрассе. В конце войны принц с семьёй бежал от наступающей Красной Армии в замок Мариенбург в окрестностях Ганновера.

## Браки и дети

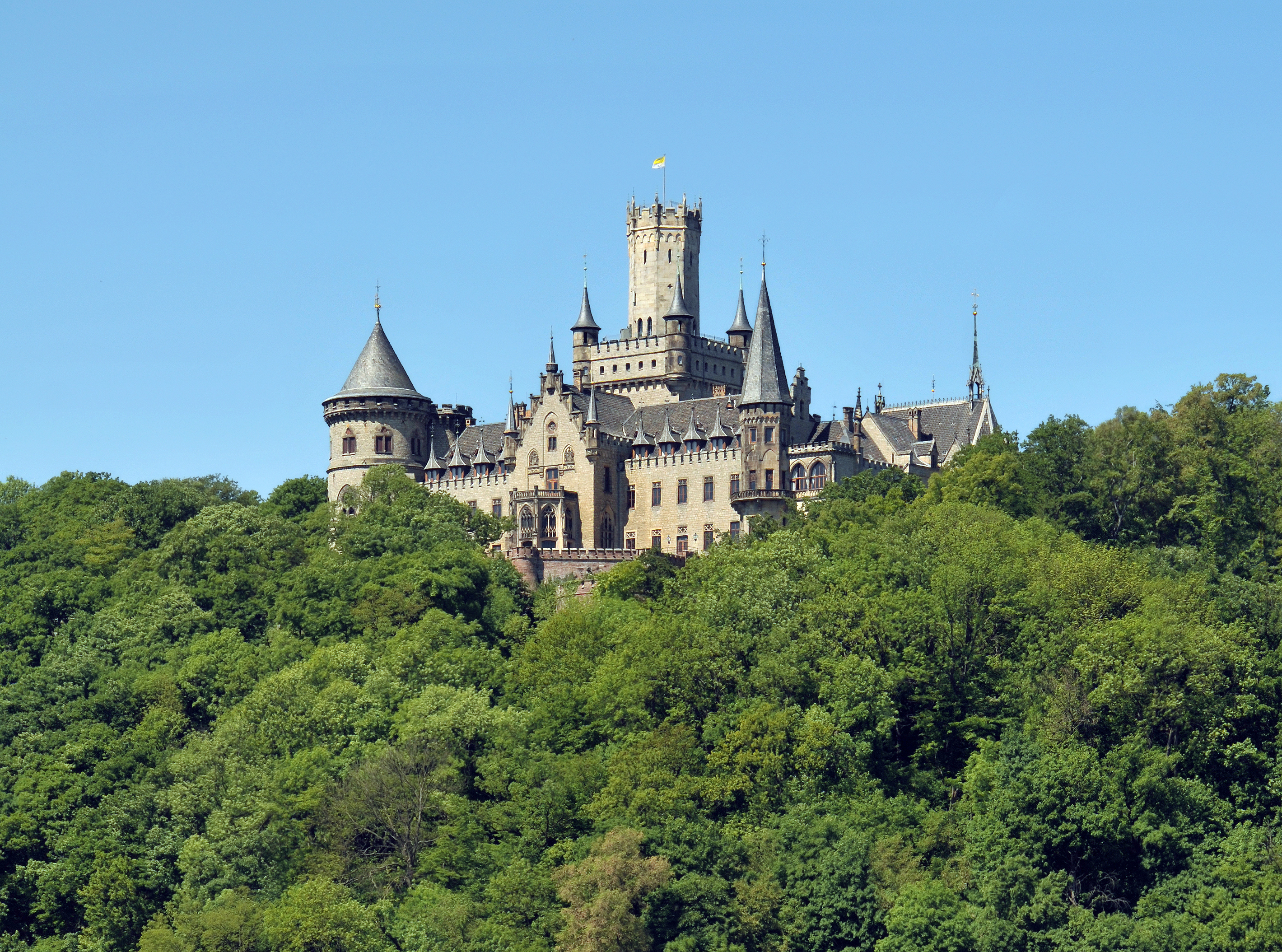
Замок Мариенбург, резиденция принцев Ганноверских

В 1951 году Эрнст Август женился на принцессе Ортруде Шлезвиг-Гольштейн-Зондербург-Глюксбургской (19 декабря 1925 — 6 февраля 1980), дочери принца Альбрехта Шлезвиг-Гольштейн-Зонденбург-Глюксбургского (1863—1948) и его второй жены, принцессы Герты фон Изенбург-Бюдингена (1883—1972), дочери принца Бруно фон Изенбург-Бюдингена. На их свадьбе присутствовали многие важные королевские особы, в том числе его сестра королева Фредерика и её муж король Греции Павел, а также главы Саксонского, Гессенского, Мекленбургского, Ольденбургского и Баденского владетельных домов.
Гражданская церемония бракосочетания состоялась 31 августа 1951 года в замке Мариенбург (Нордштеммен, Нижняя Саксония), а церковная церемония — 5 сентября 1951 года в Ганновере.
Овдовев в 1980 году, принц Эрнст Август вновь в 1981 году женился на графине Монике фон Зольм-Лаубах (род. 1929).
Дети от первого брака:
- Принцесса Мария Ганноверская (род. 1952), жена с 1982 года графа Михэля Георга фон Хохберга (род. 1943), двое сыновей
- Принц Эрнст Август Ганноверский (род. 1954), глава Ганноверского дома (с 1987), 1-я жена с 1981 года (развод в 1997) Шанталь Хохули (род. 1955), от брака с которой у него было двое сыновей. В 1999 году женился на принцессе Каролине Монакской (род. 1957), от брака с которой родилась дочь Александра (род. 1999)
- Принц Людвиг Рудольф Ганноверский (1955—1988). Был женат с 1987 года на графине Изабелле фон Турн-Вальсассина-Комо-Верчелли (1962—1988), от которой у него один сын Отто Генрих Ганноверский (род. 1988)
- Принцесса Ольга София Шарлотта Анна Ганноверская (род. 1958)
- Принцесса Александра Ганноверская (род. 1959), муж с 1981 года принц Андреас Лейнингенский (род. 1955) — внук княгини императорской крови Марии Кирилловны, у супругов трое детей:
- Принц Генрих Ганноверский[англ.] (род. 1961), женат с 1999 года на Тюре Сикстине Донате фон Вестернхаген (род. 1973), у них трое детей.

## Награды
- Великий магистр Ордена Генриха Льва
- Кавалер Ордена Вазы 2 класса
- Кавалер Большого Креста Ордена Святого Иоанна